# Buiza
Buiza es una localidad española, perteneciente al municipio de La Pola de Gordón, en la provincia de León y la comarca de la Montaña Central, en la comunidad autónoma de Castilla y León.
Por esta localidad pasa una de las rutas primitivas del Camino de Santiago, que a día de hoy ha quedado en el olvido, y que desde Boñar se desviaba al norte hacia Ranedo de Curueño, para llegar por Correcillas y Villalfeide, hasta Vegacervera, Coladilla, Valle y Villar, bajando por el Faedo a Ciñera y La Vid, y una vez atravesando la localidad de Buiza continuaba hasta Beberino y La Pola de Gordón, para unirse nuevamente en Otero de las Dueñas, dirección a Ponferrada.
Situada sobre el arroyo Mongrande y el arroyo de Villafreo, afluentes del arroyo de Folledo, y este a su vez del río Casares, afluente del río Bernesga.
Los terrenos de Buiza limitan con los de Rodiezmo de la Tercia, Ventosilla de la Tercia y Villamanín al norte, Villasimpliz al noreste, La Vid de Gordón y Ciñera al este, Santa Lucía de Gordón y Vega de Gordón al sureste, Beberino al sur, Cabornera y Paradilla de Gordón al suroeste, Folledo al oeste y Viadangos de la Tercia, Poladura de la Tercia y San Martín de la Tercia al noroeste.
Perteneció al antiguo Concejo de Gordón.

## Demografía
| Gráfica de evolución demográfica de Buiza entre 2000 y 2019 |
|                                                             |
| Población según el padrón municipal del INE.                |

## Patrimonio
- Escudos Heráldicos: En Buiza hay al menos cuatro escudos de armas situados en diferentes construcciones del pueblo. Estos escudos, que pertenecen a familias como los Alfonso Villafañe y los Álvarez Quiñones, representan una rica herencia histórica y son un testimonio de la importancia de Buiza en la historia local.

- Iglesia parroquial de San Juan de Buiza: Esta iglesia, mencionada por Madoz en el siglo XIX, fue reconstruida en el siglo XX en estilo neorromántico. Es notable por su nave de cinco tramos, cabecera estrecha, y una torre de campanario de tres cuerpos.

- Ermita de la Virgen del Valle: Esta ermita del siglo XVI con adiciones posteriores presenta estilos renacentistas y barrocos. Es un lugar de especial devoción local y alberga una procesión anual el 15 de agosto.

- Restos de la Calzada Romana: Aunque en estado deteriorado, los restos de esta antigua calzada en las inmediaciones de la Collada de San Antón son un testimonio de la presencia romana en la región.

- Monasterio u Hospedería en la Collada de San Antón: Aunque ya no existe, este sitio histórico fue mencionado por viajeros como Gaspar Melchor de Jovellanos en el siglo XVIII.[2]